# Province Naimette Arena
Le Province Naimette Arena (ancien Complexe de Naimette-Xhovémont) est un complexe sportif de la Province de Liège situé sur les hauteurs du quartier Naimette-Xhovémont de la ville belge de Liège. Il est occupé par le RFC Liège Athlétisme et le RFC Liégeois Rugby.

## Historique
Le complexe est créé en 1995 par la province de Liège. En 2000, la province construit de nouveaux vestiaires et un club-house. En 2013, un nouveau bâtiment (comprenant deux nouvelles classes de 28 places, une salle de psychomotricité ainsi qu'un auditoire de 90 places) destiné aux étudiants, notamment de la Haute École de la Province de Liège, est intégré au complexe. La réalisation d'un second terrain dévolu au rugby est achevé à la fin de l'été 2014.

## Clubs
- RFC liégeois Rugby
- RFC Liège Athlétisme

## Évènements
Le complexe accueille chaque année le Meeting International d'Athlétisme de la province de Liège. Il a également accueilli les Championnats de Belgique d'athlétisme en 1990 et 2008 et des épreuves des Championnats de Belgique d'athlétisme 2010, 2012 et 2014.